# رأس فيغالو
رأس فيغالو هو رأس جزائري يقع في ولاية عين تموشنت ، على الساحل الغربي للجزائر ، بين وهران والحدود مع المغرب، على  حوالي 6 كم  غرب بوزجار ولكنه يتبع بلدية امسعيد. يمثل الحد الجنوبي الشرقي لبحر البوران ، أقصى البحر الغربي في البحر الأبيض المتوسط.
قامت البحرية الوطنية الفرنسية بتشغيل إشارة هناك أثناء الحرب الجزائرية.